# Somero Glacier
Somero Glacier är en glaciär i Antarktis. Den ligger i Västantarktis. Nya Zeeland gör anspråk på området. Somero Glacier ligger 617 meter över havet.
Terrängen runt Somero Glacier är varierad. Trakten är obefolkad. Det finns inga samhällen i närheten.